# Rắn má núi Sapa
Rắn má núi Sapa, tên khoa học Opisthotropis jacobi, là một loài rắn trong họ Rắn nước. Loài này được Angel & Bourret mô tả khoa học đầu tiên năm 1933.